# Bernhard Schwab
Bernhard Schwab (* 7. Juli 1960 in München) ist ein deutscher Ministerialbeamter. Er war ab 2013 Ministerialdirektor und von 2014 bis 2019 Amtschef im Bayerischen Staatsministerium für Wirtschaft, Energie und Technologie. Zuvor war er Hauptgeschäftsführer der CSU. Seit 2019 ist er Generalbevollmächtigter und seit 2021 Vorstand bei der LfA Förderbank Bayern.

## Leben
Schwab studierte nach dem Abitur 1980 von 1983–1986 Wirtschaftswissenschaften an der Universität der Bundeswehr in Neubiberg bei München und wurde dort 1993 promoviert. Im selben Jahr trat er in den bayerischen Staatsdienst ein. Bis 2000 war er Pressesprecher des Wirtschaftsministeriums (unter Minister Otto Wiesheu), anschließend wechselte er als stellvertretender Sprecher in die Bayerische Staatskanzlei. Ab 2003 war er bei der CSU-Landesleitung Pressesprecher, Leiter der Abteilung Presse und Medien, Planungsstab sowie stellvertretender Landesgeschäftsführer, ab Anfang 2006 kurzzeitig Büroleiter des Parteivorsitzenden Edmund Stoiber. Nachfolger Schwabs als CSU-Pressesprecher wurde Anfang Mai 2006 Hans Michael Strepp.
Von 2006 bis 2009 war Schwab in der bayerischen Landesvertretung in Berlin, zunächst als Abteilungsleiter Bundesangelegenheiten (Nachfolger von Manfred Frühauf), dann als Leiter der Landesvertretung.
Zum 1. Januar 2010 wurde Schwab Nachfolger von Markus Zorzi als Hauptgeschäftsführer der CSU. Unter seiner Leitung führte die Landesleitung der CSU die beiden erfolgreichen Wahlkämpfe zur Landtags- und Bundestagswahl 2013 durch. Schwab gilt als enger Vertrauter von Alexander Dobrindt, dessen Modernisierungskurs er hauptverantwortlich umsetzte.
Im Herbst 2013 wechselte Schwab auf die neu geschaffene Stelle des zweiten Ministerialdirektors im von Ilse Aigner geführten Bayerischen Staatsministerium für Wirtschaft und Medien, Energie und Technologie. Nachfolger Schwabs als CSU-Hauptgeschäftsführer wurde Hans Michael Strepp. Seit Ende 2014 ist Schwab alleiniger Amtschef des Ministeriums. Zu seinen Hauptaufgaben gehört die Umsetzung der Energiewende in Bayern. Nachdem das Bayerische Wirtschaftsministerium nach der Landtagswahl 2018 an die Freien Wähler gefallen war, wechselte Schwab zum 1. August 2019 in die LfA Förderbank Bayern. Zum 1. August 2021 wurde Schwab in den Vorstand der LfA berufen. Zum 1. September 2021 übernimmt er den Vorstandsvorsitz der LfA von Otto Beierl.

## Veröffentlichungen
- Die Abgrenzung des relevanten Technologiemarktes: ein interdisziplinärer Ansatz zur Messung von Wettbewerbswirkungen von FuE-Kooperationen und Konzentrationsvorhaben. Dissertation an der Hochschule der Bundeswehr, München 1993. Pro Universitate Verlag, Sinzheim 1994, ISBN 3-930747-03-0.